# Riemannintegral
Riemannintegral, skapad av Bernhard Riemann, var inom matematisk analys den första rigorösa definitionen av integraler. Det finns flera andra definitioner, bland annat Lebesgueintegralen, som har teoretiska fördelar, men är mer komplicerade.

## Formell definition

Kolonnapproximation med Riemannsummor för Riemannintegralen.

Riemanns idé var att definiera integralen för begränsade funktioner f : [a,b] → ℝ med en kolonnapproximation. Först delas [a,b] upp i mindre intervall och sedan väljs en punkt från varje intervall. Då fås en kolonn med intervallets bredd b – a och funktionen f:s värde i den utvalda punkten som höjd. En riemannsumma är summan av kolonnernas area.  Riemannsummorna approximerar arean under en funktionskurva och riemannintegralen definieras som ett gränsvärde av riemannsummor. 
Mer precist, partionera [a,b] så att ett antal mindre intervall bildas enligt
{\displaystyle \Delta _{i}=[c_{i-1},c_{i}]\subset [a,b]\,}, {\displaystyle i=1,2,...,n\,},
och välj en punkt ξi ∈ Δi. Då definierar paret  
{\displaystyle (f(\xi _{i}),\Delta _{i})\,}
en kolonn vars area är 
{\displaystyle f(\xi _{i})\ell (\Delta _{i})\,}
där ℓ är längden av intervallet:
{\displaystyle \ell (\Delta _{i})=\ell ([c_{i-1},c_{i}])=c_{i}-c_{i-1}}.
En n-riemannsumma för f, n ∈ ℕ definieras som talet
{\displaystyle R_{n}(f):=\sum _{i=1}^{n}f(\xi _{i})\ell (\Delta _{i})},
det vill säga som summan av alla kolonners areor. Riemannintegralen för funktionen f är talet
{\displaystyle \int _{a}^{b}f(x)\,dx:=\lim _{n\rightarrow \infty }R_{n}(f)}
det vill säga, bästa approximationen för arean under f:s funktionskurva.

## Riemannintegralen i ℝn
Riemann definierade endast riemannintegralen i ℝ men metoden kan generaliseras till ℝn med samma kolonnapproximation. Låt 
{\displaystyle B=[a_{1},b_{1}]\times \ldots \times [a_{n},b_{n}]}
vara ett n-rätblock i ℝn och f : B → ℝ vara en begränsad funktion. Först partioneras B i n-rätblock
{\displaystyle B_{i}\subset B\,}, {\displaystyle i=1,2,\ldots ,n\,}
och sedan väljs ξi  = (ξi,1, …, ξi,n) ∈ Bi. Då definierar paret 
{\displaystyle (f({\overline {\xi }}_{i}),B_{i})\,}
en n-dimensionell kolonn vars mått är 
{\displaystyle f({\overline {\xi }}_{i})V(B_{i})\,}
där V är n-dimensionella volymen för rätblocket:
{\displaystyle V(B_{i})=V([c_{i,1},c_{i+1,1}]\times \ldots \times [c_{i,n},c_{i+1,n}])=\ell ([c_{i,1},c_{i+1,1}])\ldots \ell ([c_{i,n},c_{i+1,n}])=\prod _{k=1}^{n}(c_{i+1,k}-c_{i,k})}
En n-riemannsumma för f, n ∈ ℕ definieras som talet
{\displaystyle R_{n}(f):=\sum _{i=1}^{n}f({\overline {\xi }}_{i})V(B_{i})},
det vill säga, som summan av alla kolonners storlek. Riemannintegralen för en funktion f är talet
{\displaystyle \int _{a_{1}}^{b_{1}}\int _{a_{2}}^{b_{2}}\ldots \int _{a_{n}}^{b_{n}}f(x_{1},x_{2},\ldots ,x_{n})\,dx_{1}dx_{2}\ldots dx_{n}:=\lim _{n\rightarrow \infty }R_{n}(f),}
det vill säga, bästa approximationen för (n + 1)-dimensionella måttet under f:s funktionskurva.